# خوان مانويل مارتينيز
خوان مانويل مارتينيز (بالإسبانية: Juan Manuel Martínez) (من مواليد 25 أكتوبر 1985)، هو لاعب كرة قدم ومهاجم أرجنتيني، يحمل أيضا جواز سفر برتغالي. لعب لنادي الشباب السعودي موسم 2007-2008 ، يلعب حاليا لنادي بوكا جونيورز ومن المعروف مارتينيز لرشاقته، وسرعة في التعامل مع الكرة ومهارات المراوغة الرائعة.

## روابط خارجية
- هذه المقالة غير مرتبط بويكي بيانات